# 比约恩·哈斯勒夫
比约恩·哈斯勒夫（丹麥語：Bjørn Hasløv，1941年5月18日—），丹麦男子赛艇运动员。他曾代表丹麦参加1964年夏季奥林匹克运动会赛艇比赛，获得男子四人单桨无舵手金牌。